# Gustav Heinemann Bildungsstätte

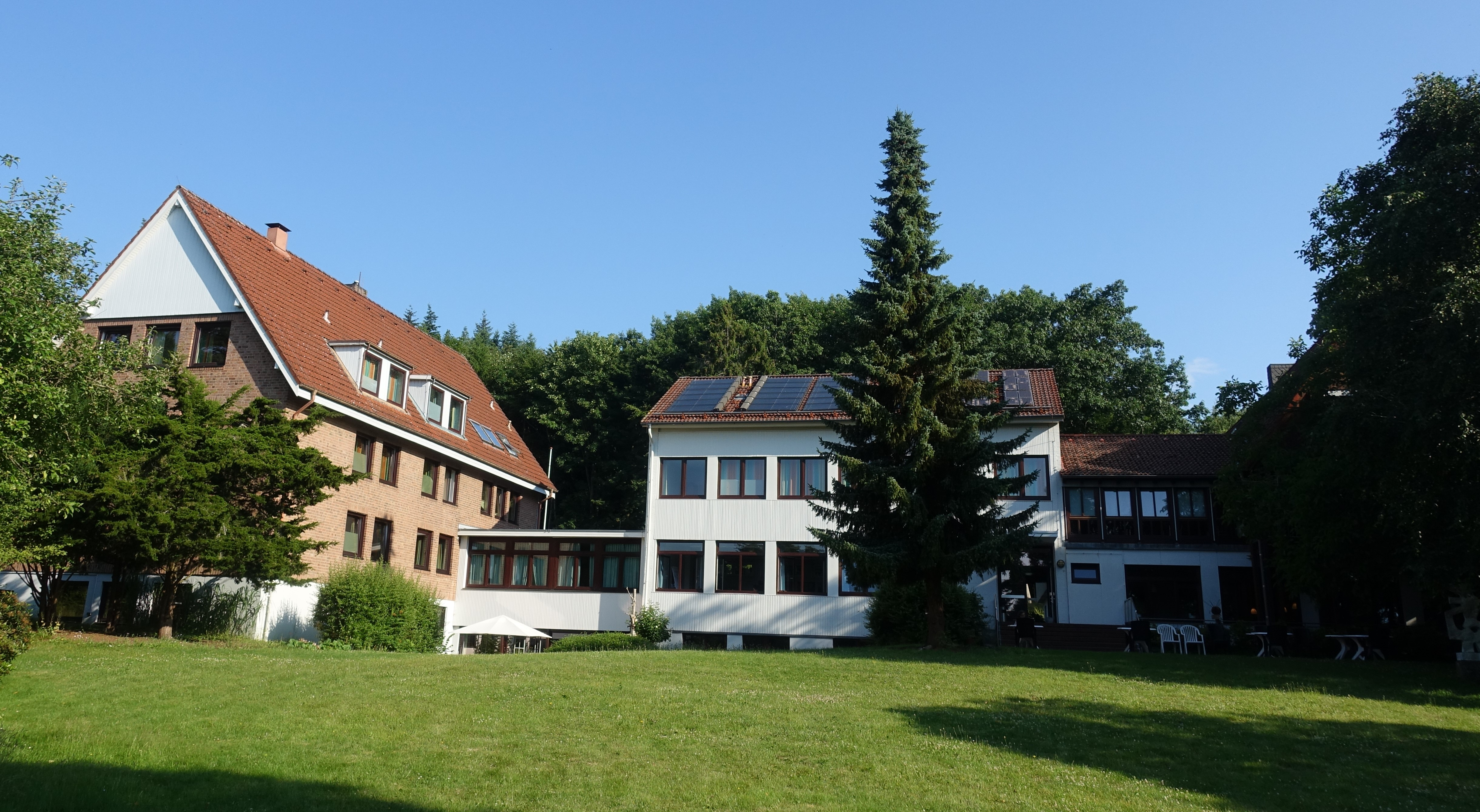
Gustav Heinemann Bildungsstätte am Kellersee in Bad Malente-Gremsmühlen

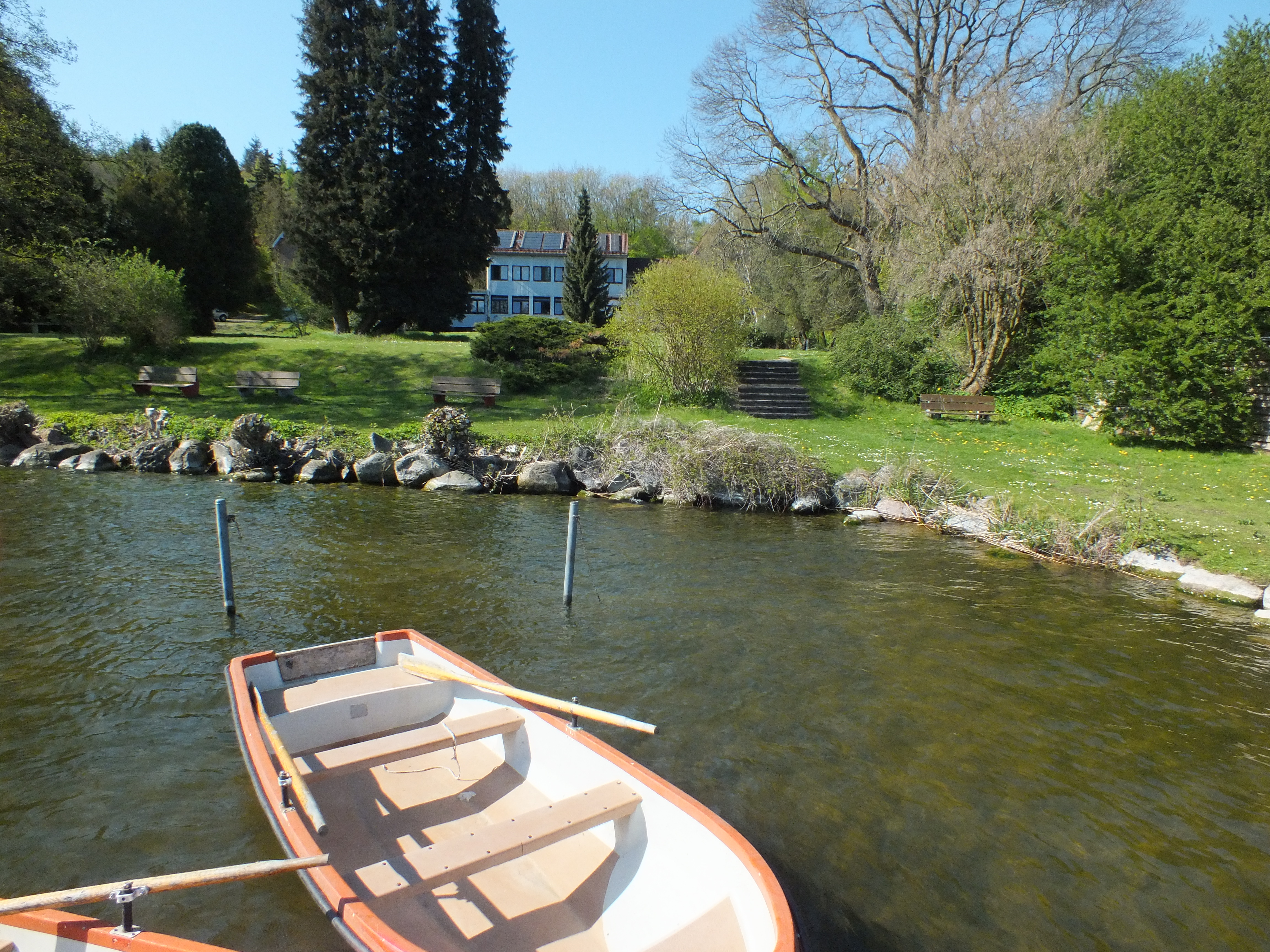
Gustav Heinemann Bildungsstätte mit Park und Booten am See

Die Gustav Heinemann Bildungsstätte ist eine Einrichtung der Erwachsenenbildung der gemeinnützigen Gesellschaft für Politik und Bildung Schleswig-Holstein am Kellersee in Bad Malente-Gremsmühlen.

## Geschichte
1967 wurde die „Gesellschaft für Politik und Bildung Schleswig-Holstein e.V.“ als Trägerverein für ein neues Kapitel sozialdemokratisch geprägter politischer Bildungsarbeit in Kiel gegründet. Die ersten Mitglieder kamen aus der SPD, deren schleswig-holsteinischer Landesverband der Initiator der Gründung war. Motivation war der rasante Aufstieg der NPD und die Auseinandersetzung mit dem Kalten Krieg und der Entspannungspolitik. 1968 erwarb der neue Verein das „Haus Seehof“, außerhalb von Malente am Kellersee und nannte es Bildungsstätte „Haus Seehof“. Der Landesvorstand der SPD hatte einen Kredit von 500.000 DM gegeben, der in den Folgejahren zurückgezahlt wurde. Maßgeblichen Anteil hatte der damalige Schatzmeister und Bürgermeister von Eckernförde Kurt Schulz. Auch Günther Jansen und seine Frau Sabine haben sich für die Bildungsstätte stark engagiert. 1970 konnte das Haus bereits 52 Seminare mit über 1200 Teilnehmerinnen und Teilnehmern durchgeführt werden. 1972 wurde die Bildungsstätte ausgebaut. Zum Richtfest erschien Carlo Schmid. Zur Einweihung 1973 kam der spätere Namensgeber der Bildungsstätte Bundespräsident Gustav Heinemann. Auch Willy Brandt besuchte zweimal während der Zeit seiner Kanzlerschaft dieses Haus. Der Schwerpunkt des ersten Programm waren: Wirtschaftspolitik, Herrschaft und Macht in Staat und Gesellschaft, Deutschland- und Ostpolitik, internationale Konfliktherde, Friedensforschung, Grundfragen des Sozialismus. Dieses Programm blieb auch Richtschnur, wenn auch in gewandelter Formulierung, in den kommenden Jahren. Auch wenn die Bildungsstätte aus der SPD heraus gegründet wurde, begann sie zunehmend eher nur parteinah zu werden. Seit 1969 haben in Malente fast 3000 Seminare mit Zehntausenden Besucherinnen und Besuchern stattgefunden. 1981 wurde ein Kostenbeitrag für Teilnehmer erhoben, davor waren für öffentlich geförderte Seminare Unterkunft und Verpflegung in der Regel frei. Für Gewerkschaftsmitglieder gab es noch ein tägliches Büchergeld von 5 DM. 1983 wurde die Bildungsstätte nach Gustav Heinemann benannt. Nur wenig später ergriff der Vorstand des Trägervereins die Initiative zu einem Geschichtsprojekt. Im Mittelpunkt der Arbeit des „Beirats für Geschichte“ standen neben historischen Seminaren, Vorträgen und Veranstaltungen die Publikation des Jahrbuchs „Demokratische Geschichte“. 2019 erschien das 30. Jahrbuch.

## Einrichtung und Ausstattung

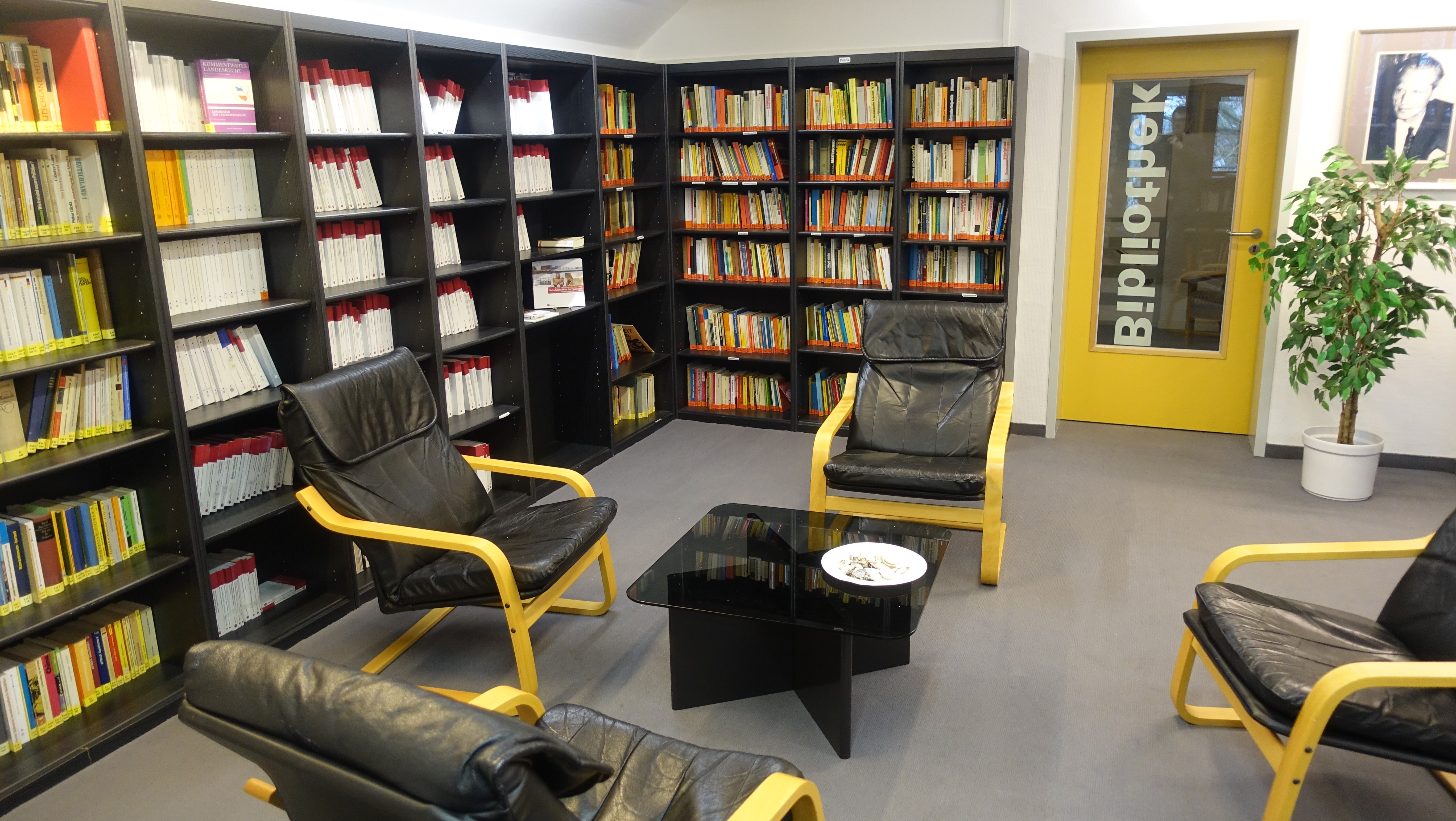
Die Bibliothek

Veranstaltet werden von der Bildungsstätte jährlich ungefähr 80 Seminare zur politischen, historischen und kulturellen Weiterbildung, die über das Bereitstellen von Wissen hinaus auch demokratische Lern- und Kommunikationskultur vermitteln. Die Angebote der Bildungsstätte richten sich insbesondere an Arbeitnehmer, die für die Mehrzahl der Seminare in Malente Bildungsurlaub erhalten können.

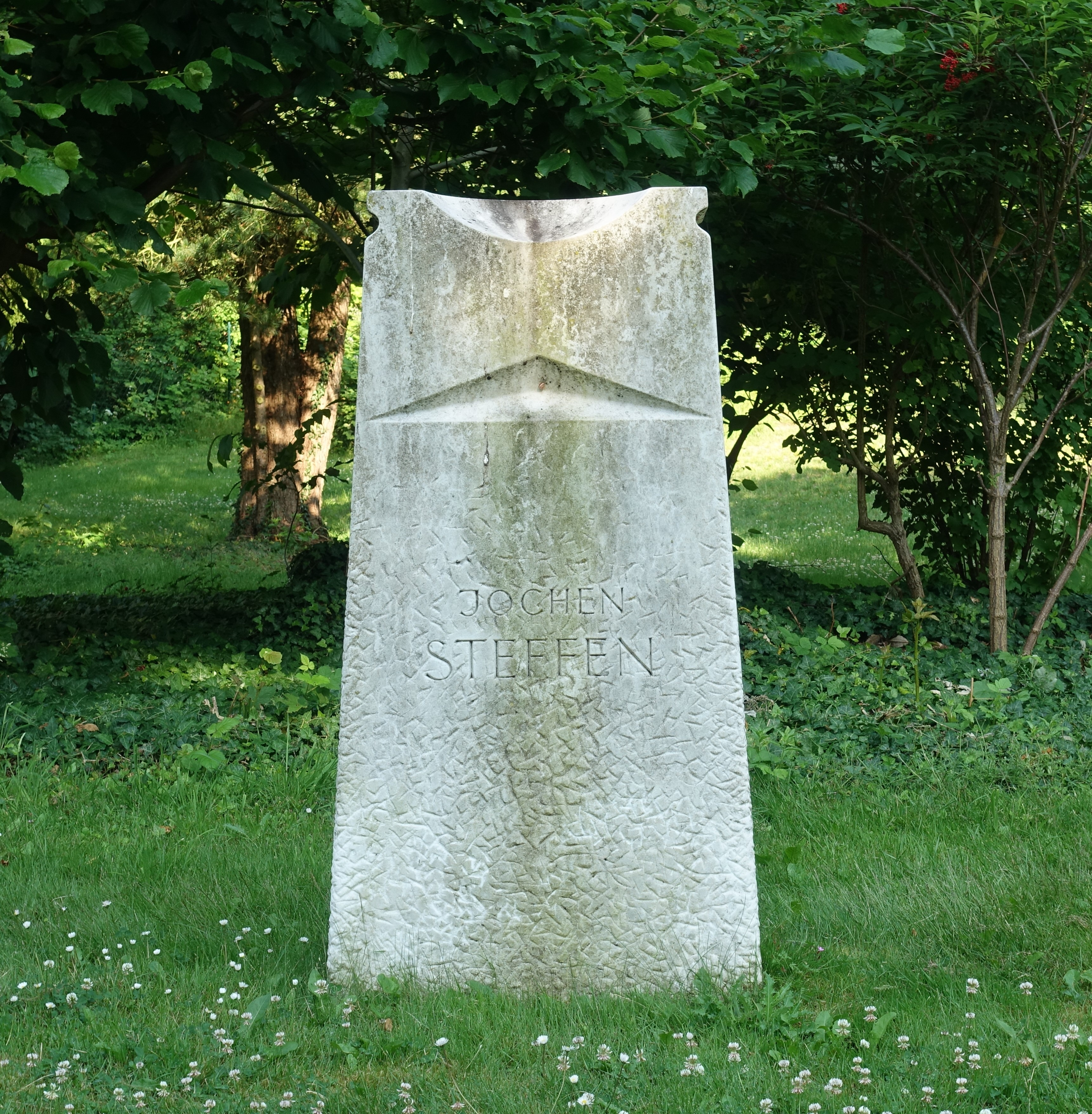
Stele (Grabstein) Jochen Steffen von Günther Oellers

In der Bildungsstätte finden bis zu 61 Seminargäste in Doppel- und Einzelzimmern Unterkunft. Vier Tagungsräume für 15 bis 60 Personen stehen zur Verfügung. Für die Freizeit sind im Haus ein Fernsehraum, eine Bierstube für die Abendrunde, Sauna, Billardzimmer und eine Bibliothek. Die Seminarräume und Zimmer wurden 2022 renoviert.
2009 wurde der große Seminarraum nach Jochen Steffen benannt, ein anderer nach Willi Piecyk und die Bibliothek nach Rosa Wallbaum.
Die Gustav Heinemann Bildungsstätte wird gefördert vom Bildungsministerium des Landes Schleswig-Holstein und von der Bundeszentrale für politische Bildung.

## Ehemalige Mitarbeiter
- Willi Piecyk
- Gerd Walter
- Rosa Wallbaum
- Friedrich Büßen (1969–2006)